# Privatkopiering
Privatkopiering är en term som avser den kopiering som privatpersoner enligt lag får göra av upphovsrättsligt skyddade verk, när kopieringen sker för privat bruk. Förutsättningarna för att få privatkopiera anges i 12 § upphovsrättslagen. Bestämmelsen stadgar inledningsvis:
"Var och en får för privat bruk framställa ett eller några få exemplar av offentliggjorda verk. Såvitt gäller litterära verk i skriftlig form får exemplarframställningen dock endast avse begränsade delar av verk eller sådana verk av begränsat omfång. Exemplaren får inte användas för andra ändamål än privat bruk."

För att få privatkopiera krävs bland annat att förlagan som kopieras är lovlig. Exempel på privatkopiering kan vara att göra en kopia av en CD-skiva att använda i bilen, att lägga över musikfiler på sin MP3-spelare eller dator och att spela in ett program från TV. Man har inte rätt att vidaredistribuera privatkopierat material mer än i en mycket begränsad omfattning. Privatkopiering är inte samma sak som piratkopiering, vilket avser sådan kopiering som är olaglig.

## Bakgrund
Den i 12 § lagstadgade möjligheten att privatkopiera är en inskränkning av rättighetshavarnas rätt att fritt bestämma över hur deras verk får användas. Möjligheten för en medlemsstat i EU att tillåta privatkopiering slås fast i artikel 5.2 b) i Infosoc-direktivet.